# پریسا تبریز
پریسا تبریز (انگلیسی: Parisa Tabriz؛ ۱۹۸۳) متخصص امنیت رایانه‌ای و کارآفرین ایرانی-آمریکایی است. او هم‌اکنون برای شرکت گوگل کار می‌کند و در آنجا به او لقب «شاهدخت امنیت» ("Google's "Security Princess)  را داده‌اند. نشریه فوربس از پریسا تبریز به عنوان یکی از ۳۰ چهره برتر در زمینه تکنولوژی، در کنار افرادی چون مارک زاکربرگ نام برده است. او در گوگل ریاست بخشی را بر عهده دارد که از ۳۰۰ هکر در اروپا و آمریکا تشکیل شده و وظیفه بررسی تهدیدات امنیتی مرتبط با موتور جستجوی گوگل و همین‌طور دیگر محصولات این شرکت، از جمله مرورگر گوگل کروم را بر عهده دارند.

## زندگی
پدر او پزشک ایرانی و مادر پرستاری آمریکایی با اصالت لهستانی است و در حومه شهر شیکاگو، ایلینوی زاده و بزرگ شده است.
او دانش‌آموخته علوم کامپیوتر از دانشگاه ایلینوی در اربانا شمپین است. پریسا تبریز در سال ۲۰۰۷ به استخدام شرکت گوگل درآمد و تا سال ۲۰۱۱ مدیر و متخصص امنیت در این شرکت بود که بعدها گسترش یافت. هم‌اکنون بیش از ۲۵۰ متخصص امنیت در آن مشغول هستند و اکنون ریاست بخش مهندسی مرورگر گوگل کروم را بر عهده دارد. بنا به گفته پریسا تبریز، او تنها وقتی که به دانشگاه رفته بود، با رایانه‌ها آشنا شد و پیش از آن وقت خود را صرف فعالیت‌های هنری و ورزشی می‌کرده است. او به صخره‌نوردی علاقه‌مند است و پس از پایان کارش، به باشگاه مورد علاقه خود رفته و در آنجا به تمرین می‌پردازد که بیشتر مشتریان این باشگاه از کارمندان گوگل هستند.

## تحصیلات
تبریز ابتدا برای تحصیل در رشته مهندسی کامپیوتر در دانشگاه ایلینوی در اربانا-شمپین ثبت نام کرد، اما به زودی در عوض به علوم کامپیوتر علاقه‌مند شد. او لیسانس علوم و مدرک کارشناسی ارشد علوم را در دانشگاه به پایان رساند و تحقیقاتی در زمینه امنیت بی‌سیم و حملات به فن آوری‌های افزایش دهنده حریم خصوصی انجام داد و با مشاورش نیکیتا بوریسوف، مقالاتی را تألیف کرد. او یکی از اعضای فعال یک باشگاه دانشجویی علاقه‌مند به امنیت کامپیوتر بود که به دلیل هک شدن وب سایت خود به آن پیوست.

## حرفه
تبریز زمانی که در کالج بود، یک دوره کارآموزی تابستانی با تیم امنیتی گوگل پیشنهاد شد، و چند ماه پس از فارغ‌التحصیلی او در سال ۲۰۰۷ به این شرکت پیوست. در حالی که برای شرکت در کنفرانسی در توکیو با گوگل آماده می‌شد، تصمیم گرفت از عنوان شغلی «شاهزاده امنیت» در کارت ویزیت خود به جای «مهندس امنیت اطلاعات» معمولی استفاده کند، زیرا کمتر خسته کننده به نظر می‌رسید و آن را طعنه آمیز می‌دانست. تبریز کارکنان Google را که علاقه‌مند به کسب اطلاعات بیشتر در مورد امنیت بودند آموزش داد و با جوانان در دف‌کان و Girl Scouts ایالات متحده آمریکا کار کرد تا مجموعه متنوع تری از مردم را در معرض حوزه امنیت رایانه قرار دهد.
در سال ۲۰۱۳، تبریز مسئولیت امنیت گوگل کروم را بر عهده گرفت.
در سال ۲۰۱۳، تبریز سخنرانی "SSL دارید؟" در اجلاس برنامه‌نویس کروم.
در سال ۲۰۱۴، تبریز تلاشی را برای پذیرش پروتکل HTTPS آغاز کرد. در سال ۲۰۱۵، کمتر از ۵۰ درصد از ترافیک مشاهده شده توسط کروم از طریق HTTPS بود و تا سال ۲۰۱۹، درصد ترافیک HTTPS در همه پلتفرم‌ها به ۷۳ تا ۹۵ درصد افزایش یافت. تبریز علیه رهگیری ارتباطات HTTPS در اینترنت عمومی توسط دولت صحبت کرده است.
در سال ۲۰۱۴، تبریز در کنفرانس توسعه دهندگان کروم سخنرانی «باید شیطان را بشناسید» برگزار کرد.
در سال ۲۰۱۶، تبریز مسئولیت پروژه صفر، یک گروه تحقیقاتی امنیتی تهاجمی را بر عهده گرفت.
در سال ۲۰۱۶ تبریز سخنران اصلی کنفرانس پایتون (PyCon) در پورتلند، اورگان بود.
تبریز در سال ۲۰۱۸ سخنران اصلی کنفرانس کلاه سیاه بود.
در سال ۲۰۱۸، در پاسخ به کنفرانس RSA که تنها یک سخنران اصلی غیر مرد در صفی متشکل از ۲۰ سخنرانی اصلی داشت، تبریز کنفرانس حامیان امنیتی ما، OURSA را بنیان نهاد. تنها در پنج روز، تبریز و سازمان‌دهندگان مجموعه‌ای از سخنرانان متشکل از سخنرانان متخصص با پیشینه‌های کم‌نماینده، که ۱۴ سخنران از آن‌ها زن بودند، گرد هم آوردند.

## به رسمیت شناختن
در سال ۲۰۱۲، فوربس او را در فهرست «۳۰ نفر برتر زیر ۳۰ سال برای تماشا در صنعت فناوری» قرار داد.
در سال ۲۰۱۷، وایرد او را در لیست 20 Visionaries فناوری قرار داد.
در سال ۲۰۱۸، فورچون او را در فهرست سالانه «۴۰ زیر ۴۰ سال» خود قرار داد که بیشترین تأثیر را بر جوانان در فهرست مشاغل دارند.
او یکی از ثروتمندترین زنان ایرانی الاصل است.